# 乌雷松引理
在拓扑学中，乌雷松引理，有时称为“拓扑学中的第一非平凡事实”，通常用于构造正规空间上不同性质的连续函数。这个定理有广泛的应用，因为所有的度量空间和紧豪斯多夫空间都是正规的。
这个引理是以帕维尔·萨穆伊洛维奇·乌雷松命名的。

## 正式表述
乌雷松引理说明，{\displaystyle X} 是一个正规拓扑空间，当且仅当只要 {\displaystyle A} 和 {\displaystyle B} 是 {\displaystyle X} 的不交闭子集，就存在一个从 {\displaystyle X} 到单位区间 {\displaystyle [0,1]} 的连续函数：
{\displaystyle f:X\to [0,1]}，
使得对于所有 {\displaystyle a\in A}，都有 {\displaystyle f(a)=0}，而对于所有 {\displaystyle b\in B}，都有 {\displaystyle f(b)=1}。 
任何满足这个性质的函数f都称为乌雷松函数。
注意 {\displaystyle A} 和 {\displaystyle B} 以外的元素 {\displaystyle x\notin A\cup B} 並不需要使得 {\displaystyle f(x)\neq 0} 或 {\displaystyle f(x)\neq 1}。这只在完备正规空间中才有可能。
乌雷松引理导致了其它拓扑空间，例如「吉洪诺夫性质」和「完全豪斯多夫空间」的表述。例如，这个引理的一个推论是：正规的T1空间是吉洪诺夫空间。

## 证明

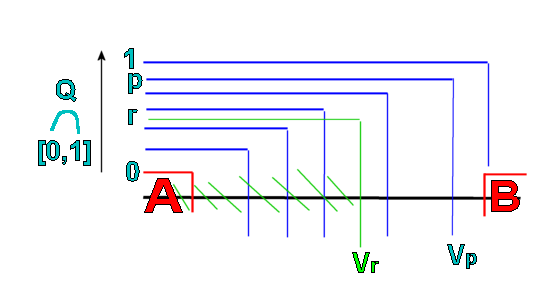
乌雷松的洋葱函数。

对于每一个二进分数 {\displaystyle r\in (0,1)}，我们构造 {\displaystyle X} 的一个开子集 {\displaystyle U(r)}，使得：
1. {\displaystyle A\subseteq U(r)}，且对于所有的 {\displaystyle r}，{\displaystyle U(r)\cap B=\varnothing }；
2. 对于 {\displaystyle r<s}，{\displaystyle U(r)} 的閉包位于 {\displaystyle U(s)} 内。

有了这些集合以后，我们便定义 {\displaystyle f(x)=\inf _{x\in U(r)}r} 对于所有 {\displaystyle x\in X}。利用二进有理数是稠密的事实，便不难证明 {\displaystyle f} 是连续的，且具有性质 {\displaystyle f(A)\subseteq \{0\}} 和 {\displaystyle f(B)\subseteq \{1\}}。
为了构造集合 {\displaystyle U(r)}，我们还需要做更多事情：我们构造集合 {\displaystyle U(r)} 和 {\displaystyle V(r)}，使得：
- 对于所有的 {\displaystyle r}，都有 {\displaystyle A\subseteq U(r)} 且 {\displaystyle B\subseteq V(r)}；
- 对于所有的 {\displaystyle r}，{\displaystyle U(r)} 和 {\displaystyle V(r)} 都是开集和不交的；
- 对于 {\displaystyle r<s}，{\displaystyle V(s)} 包含在 {\displaystyle U(r)} 的补集之内，而 {\displaystyle V(r)} 的补集包含在 {\displaystyle U(s)} 之内。

由于 {\displaystyle V(r)} 的补集是闭集，且含有 {\displaystyle U(r)}，因此从最后一个条件可以推出上面的条件 (2)。
我们使用数学归纳法。由于 {\displaystyle X} 是正规的，我们便可以找出两个不交的开集 {\displaystyle U(1/2)} 和 {\displaystyle V(1/2)}，分别含有 {\displaystyle A} 和 {\displaystyle B}。现在假设 {\displaystyle n\geq 1}，且集合 {\displaystyle U(a/2^{n})} 和 {\displaystyle V(a/2^{n})} 对于 {\displaystyle a=1,\ldots ,2^{n}-1} 已经构造了。由于 {\displaystyle X} 是正规的，我们便可以找出两个不交的开集，分别含有 {\displaystyle V(a/2^{n})} 的补集和 {\displaystyle U((a+1)/2^{n})} 的补集。称这两个开集为 {\displaystyle U((2a+1)/2^{n+1})} 和 {\displaystyle V((2a+1)/2^{n+1})}，并验证以上的三个条件成立。